# 류준열
류준열(柳俊烈, 1986년 9월 25일~)은 대한민국의 배우이다.

## 학력
- 동수원초등학교 (졸업)
- 영덕중학교 (졸업)
- 영덕고등학교 (졸업)
- 수원대학교 (연극영화학 / 학사)

## 상세
수원대학교 연극영화학과 출신으로 2006년 연극 활동과 2012년 단편 영화 《NOWHERE》에 출연하면서 본격 연기활동을 시작하였다. 이후 한국 단편영화와 독립영화 분야에서 연기 경력을 쌓았다. 2015년 영화 《소셜포비아》에서 BJ 양게 역할로 공식 데뷔를 하며 주목을 받기 시작했고, 2015년 tvN 《응답하라 1988》에서 김정환 역할로 출연하여 '어남류'등의 유행어를 낳으며 많은 주목과 인기를 얻었다. 류준열은 그의 첫 지상파 드라마 주연작인 MBC 《운빨로맨스》로 MBC 연기대상 신인상을 받았다. 2017년 개봉된 첫 상업 영화 《더 킹》에서 최두일 역할과 《택시운전사》에서 구재식 역할로 관객들에게 강렬한 인상을 남겼다. 《리틀 포레스트》, 《돈》, 《독전》, 《뺑반》, 《봉오동 전투》 등을 히트치면서 인기 배우 반열에 올랐다. 

## 데뷔 전
1986년 9월 25일에 1남 1녀 중 첫째로 태어났다. 영덕고등학교 3학년 수험생 당시 교육대학과 사범대학을 목표로 공부하던 학생이었다. 평소 하루에 서너 편의 영화를 몰아보는 것이 취미였던 그는 공부가 자신의 길이 아니라고 생각하고 연기 연습에 매진해 배우가 되기로 결심하였다. 고3 때 수능시험을 치렀으나 낙방해 재수 끝에 2006년 3월, 수원대학교 연극영화과에 입학하였다.}} 그는 수원시 영통구청 가정복지과에서 2007년부터 2009년까지 사회복무요원으로 대체근무를 했다.

## 연기 경력

### 2014년: 초기 경력
류준열은 2014년 단편영화 《미드나잇 썬》에서는 용훈 역할을 맡았다. 2014년 9월 발매된 클래지콰이의 '내게 돌아와'의 뮤직 비디오에서는 남자 주인공 역할을 맡기도 하였다. 2014년 류준열은 한국영화아카데미 제작 독립장편영화 《소셜포비아》의 BJ 양게 역할로 캐스팅 되었다. 류준열이 출연한 2014년 단편영화 《미드나잇 썬》을 본 《소셜포비아》의 형슬우 조감독이 현피 멤버 중 한 사람으로 류준열에게 오디션을 제의했으며, 시나리오를 읽은 류준열은 BJ 양게 역할까지 함께 준비했다. 류준열은 소품으로 마우스를 챙겨가 BJ 양게가 중계하는 모습도 같이 보여주었다. 《소셜포비아》의 홍석재 감독은 “류준열의 연기와 이미지, 심지어 치아에 하고 있던 교정기까지 모두 마음에 쏙 들었다.”고 오디션 당시의 류준열을 평하였다. 촬영 당시 류준열은 인터넷 방송 BJ 역을 맡은 만큼 쉴 새 없이 많은 말을 해야 했기 때문에 대부분 애드리브로 임했다. 홍석재 감독은 영화 공개 이후 인터뷰에서 “오디션을 볼 때 이미 양게 캐릭터는 완성이 되어있었던 것 같다. 양게 역할을 하기 위해 태어난 배우 같았다.”고 평했다. 영화 공개 이후, 류준열의 연기는 평단과 관객으로부터 좋은 평을 받았다.

### 2015~2016년:응답하라 1988, 라이징 스타로서 주목
류준열은 2015년 6월, KBS 2TV 드라마 《프로듀사》에서 백승찬(김수현)의 방송국 입사 동기 주종현 역할을 연기했다. 2015년 7월, 류준열은 씨제스 엔터테인먼트와 매니지먼트 전속 계약을 맺었다. 2015년 10월 류준열은 최정열 감독의 영화 《글로리데이》에서 입대하는 친구를 배웅하러 여행을 떠났다가 뜻밖의 사건을 마주하게 된 네 명의 스무 살 친구들 중에서 위기의 순간 결정적 선택을 제안하는 지공 역할을 연기한 이 영화로 제20회 부산국제영화제의 한국영화의 오늘 - 파노라마 섹션부문에 초청되면서, 출연 배우 자격으로 레드카펫을 밟았다. 2015년 12월, 《소셜포비아》로 KT&G 상상마당 시네마가 2015년 스크린에서 가장 반짝인 스타와 2016년 기대주를 소개하는 연말기획전 〈2015 씨네 아이콘: KT&G 상상마당 배우기획전〉에서 스크린의 새로운 스타인 〈씨네 아이콘〉에 선정되기도 하였다. 2015년 5월 18일, 류준열이 TvN 금토드라마 《응답하라 1988》의 김정환 역할에 캐스팅된 것이 발표되었다. 이 드라마는 2015년 11월 초에 첫 방영되었고, 류준열은 극 중 겉모습은 무심한 듯하지만 내면은 따뜻하고 속 깊은 캐릭터를 연기했고, 신인답지 않은 안정된 연기력과 여심을 사로잡는 매력으로 주목을 받으며 많은 사랑을 받았다. 이 작품으로 제52회 백상예술대상 TV부문 신인상을 수상했다.
2016년에는 류준열이 출연한 다섯 편의 영화 《로봇, 소리》, 《섬. 사라진 사람들》, 《글로리데이》, 《계춘할망》, 《양치기들》 등이 연이어 개봉되었다. 류준열은 2016년 2월 2일 그의 첫 번째 팬미팅인 '2016 류준열 팬미팅'을 개최한다고 발표하였고, 팬들의 요청에 따라 이날 한차례 더 추가가 결정되어 4월 2일 연세대학교 대강당에서 열렸다. 류준열은 2016 3월 23일, MBC 수목드라마 《운빨로맨스》에서 제수호 역할에 캐스팅 되었다. 이 드라마는 동명의 웹툰을 원작으로 류준열은 극 중 0과 1에 빠져사는 공대남 게임회사 CEO 제수호를 연기 하였고, 5월 25일부터 7월 14일까지 방영되었다. MBC 연기대상 신인상을 수상했다. 2016년 7월 11일 류준열은 허핑턴포스트에 "작은 관심이 큰 변화" 환경칼럼 기고하여 환경문제에 관심을 보였다. 류준열은 2016년 9월 25일 자신의 생일을 맞아 경희대학교 평화의 전당에서 생일 기념 팬미팅을 개최했다.

### 2017년~현재
2017년 1월 개봉된 한재림 감독의 영화 《더 킹》에서는 조폭과 검사가 구분되지 않는 화려한 세계 이면의 어둠 속에서 뒤처리하는 들개파 2인자 최두일 역을 연기하였다. 이 작품으로 제53회 백상예술대상 영화부문 신인상, 제1회 더 서울어워즈 영화부문 남우신인상을 수상했다. 2017년 8월, 장훈 감독의 영화 《택시운전사》에서 순박하고 밝은 광주 대학생 구재식 역을 연기했다. 류준열은 2017년 9월 21일, 프로듀서 필터(Philtre)와의 컬래버레이션으로 믹쓰쳐 프로젝트의 두 번째 앨범 Mixxxture Project Vol.2 '어떻게 (Prod. By Philtre)를 발매하며, 가수로도 변신했다. 류준열은 이 곡을 일종의 '팬송'이라고 밝히며. "팬들에게 특별한 선물이 되길 바라는 마음에서 이번 작업에 참여했다"라고 말했다. 2017년 9월 23일 자신의 생일을 맞아 경희대학교 평화의 전당에서 두 번째 생일 기념 팬미팅을 개최했다. 2017년 11월 개봉 히는 정지우 감독의 영화 《침묵》에서는 임태산(최민식)의 약혼녀가 살해당하고 그 용의자로 자신의 딸이 지목되자, 딸을 무죄로 만들기 위해 쫓는 사건의 중요한 키를 쥔 인물인 김동명 역을 연기했다.
류준열은 2016년 11월, 임순례 감독의 영화 《리틀 포레스트》에 캐스팅 되었으며, 이어 2017년 2월 영화 《돈》과 2017년 7월 영화 《독전》, 2017년 11월 영화 《뺑반》, 2018년 5월 영화 《전투》 등에 차례로 캐스팅 되었다. 2018년 2월 28일 《리틀 포레스트》가 개봉하였으며, 2018년 5월 22일 첫 영화 주연작 《독전》이 개봉했다. 두 작품은 모두 손익분기점을 훌쩍 넘기며 흥행에 성공했으며, 특히 《독전》은 506만 관객을 모으며 2018년 상반기 가장 많은 관객이 관람한 한국영화로 등극했다.

## 필모그래피

### 영화
- 2012년 영화 《NOWHERE》 ... 커플남자 역
- 2013년 영화 《잉투기》 ... 체육관원 역
- 2013년 영화 《개밥그릇》 ... 정채운 역
- 2014년 영화 《급한 사람들》 ... 재현 역
- 2014년 영화 《미드나잇 썬》 ... 용훈 역
- 2014년 영화 《Economic Love》 ... 지훈 역
- 2014년 영화 《손나래구출작전》 ... 현우 역
- 2015년 영화 《동心》 ... 클럽 남 역
- 2015년 영화 《소셜포비아》 ... BJ 양게 역
- 2015년 영화 《그리다》 ... 상훈 역
- 2016년 영화 《로봇, 소리》 ... 씨없는 딸기 역
- 2016년 영화 《섬. 사라진 사람들》 ... 허지훈 역
- 2016년 영화 《글로리데이》 ... 윤지공 역
- 2016년 영화 《계춘할망》 ... 박철헌 역
- 2016년 영화 《양치기들》 ... 동철 역
- 2017년 영화 《더 킹》 ... 최두일 역
- 2017년 영화 《덫》 ... 내사과 직원 역
- 2017년 영화 《택시운전사》 ... 구재식 역
- 2017년 영화 《침묵》 ... 김동명 역
- 2018년 영화 《리틀 포레스트》 ... 재하 역
- 2018년 영화 《독전》 ... 서영락 역
- 2018년 영화 《기동전사 행진곡》 ... 현동 역
- 2019년 영화 《뺑반》 ... 서민재 / 김민재 역
- 2019년 영화 《돈》 ... 조일현 역
- 2019년 영화 《봉오동 전투》 ... 이장하 역
- 2022년 영화 《외계+인 1부》 ... 무륵 역
- 2022년 영화 《올빼미》 ... 천경수 역
- 2023년 영화 《관계의 일변》 ... 급한 사람들 - 재현 역 / NOWHERE - 커플 남자 역
- 2024년 영화 《외계+인 2부》 ... 무륵 역
- 2025년 영화 《계시록》 ... 민찬 역

### 드라마
| 연도 | 방송사     | 제목          | 배역                  | 방영날짜              | 비고   |
| ---- | ---------- | ------------- | --------------------- | --------------------- | ------ |
| 2015 | KBS2       | 프로듀사      | 주종현                | 2015.5.15 ~ 2015.6.20 | 12부작 |
| 2015 | tvN        | 응답하라 1988 | 김정환                | 2015.11.6 ~ 2016.1.16 | 20부작 |
| 2016 | tvN        | 응답하라 1988 | 김정환                | 2015.11.6 ~ 2016.1.16 | 20부작 |
| MBC  | 운빨로맨스 | 제수호        | 2016.5.25 ~ 2016.7.14 | 16부작                |        |
| 2021 | JTBC       | 인간실격      | 이강재                | 2021.9.4 ~ 2021.10.31 | 16부작 |
| 2024 | Netflix    | The 8 Show    | 배진수                | 2024.05.17            | 8부작  |

## 그 밖의 활동

### 음반
| 연도 | 가수   | 제목                       | 음반명                   | 비고 |
| ---- | ------ | -------------------------- | ------------------------ | ---- |
| 2017 | 류준열 | #어떻게 (Prod. By Philtre) | Mixxxture Project Vol. 2 |      |

### 뮤직 비디오
| 연도 | 가수       | 제목        | 비고         |
| ---- | ---------- | ----------- | ------------ |
| 2014 | 클래지콰이 | 내게 돌아와 |              |
| 2017 | 류준열     | 어떻게      | Special clip |

### 텔레비전 프로그램
| 연도 | 방송사 | 프로그램                                     | 역할     | 날짜              | 비고        |
| ---- | ------ | -------------------------------------------- | -------- | ----------------- | ----------- |
| 2016 | tvN    | 현장토크쇼 택시 - 응답하라 1988 스페셜       | 게스트   | 01. 26. ~ 02. 09. | 414 ~ 415회 |
| 2016 | tvN    | 꽃보다 청춘 - 아프리카 편                    | 게스트   | 02. 19. ~ 04. 01. | 7부작       |
| 2016 | EBS    | 특별기획 ‘기후변화, 돌이킬 수 없는 재앙인가’ | 내레이션 | 12. 10.           | 2부작       |
| 2019 | JTBC   | 트래블러 - 쿠바 편                           | 게스트   | 02. 21 ~ 04. 25.  | 10부작      |
| 2023 | tvN    | 류준열과 교복 입은 사진가들                  | 게스트   | 04. 22.           | 1부작       |
| 2023 | ENA    | 하늘에서 본 미래                             | 내레이션 | 08. 04. ~ 25.     | 4부작       |
| 2023 | MBC    | 《전지적 참견 시점》                         | 게스트   | 12.16. ~ 23.      | 2회         |

### 웹예능
| 연도 | 방송사 | 프로그램          | 역할   | 날짜    | 비고 |
| ---- | ------ | ----------------- | ------ | ------- | ---- |
| 2024 | 유튜브 | 나영석의 와글와글 | 게스트 | 01. 05. | 4회  |

### 라디오 프로그램
| 연도 | 방송사     | 제목              | 게스트 출연날짜 |
| ---- | ---------- | ----------------- | --------------- |
| 2015 | SBS 파워FM | 김창열의 올드스쿨 | 03. 10          |
| 2019 | SBS 파워FM | 두시탈출 컬투쇼   | 01. 14          |
| 2019 | SBS 파워FM | 두시탈출 컬투쇼   | 03. 13          |
| 2019 | MBC FM4U   | 배철수의 음악캠프 | 03. 15          |
| 2019 | SBS 파워FM | 최화정의 파워타임 | 03. 19          |
| 2019 | SBS 파워FM | 박선영의 씨네타운 | 07. 26          |
| 2022 | SBS 파워FM | 박하선의 씨네타운 | 07. 27          |
| 2022 | SBS 파워FM | 두시탈출 컬투쇼   | 11. 16          |
| 2022 | SBS 파워FM | 박하선의 씨네타운 | 11. 24          |
| 2024 | SBS 파워FM | 박하선의 씨네타운 | 01. 10          |

### 광고
| 연도        | 기업명                                | 브랜드 및 제품(명)                        | 품목                     | 공동 출연              |
| ----------- | ------------------------------------- | ----------------------------------------- | ------------------------ | ---------------------- |
| 2015 ~ 2016 | 삼성물산주식회사                      | 빈폴(BEANPOLE)                            | 캐주얼 의류              | 고소현, 주선영, 노행하 |
| 2015        | 삼성물산주식회사                      | 에버랜드 로맨틱 일루미네이션              | 테마파크                 | 정인선                 |
| 2015        | 주식회사 KT                           | olleh GiGA 캠페인 '응답하라 1988'         | 통신                     | 김성균, 라미란, 안재홍 |
| 2016        | 주식회사 빙그레                       | 바나나맛 우유 1988 에디션 (풋티지 광고)   | 유제품                   |                        |
| 2016        | 한국P&G                               | 질레트                                    | 면도기                   | 이동휘                 |
| 2016        | 농심그룹                              | 짜왕                                      | 라면                     | 안재홍, 김설           |
| 2016        | 현대자동차 주식회사                   | 투싼(TUSCON) FEVER                        | 자동차                   |                        |
| 2016        | (주)스킨푸드                          | 빛나는 봄날엔 유자애(愛)                  | 화장품                   | 김유정                 |
| 2016        | (주)나자인                            | 만다리나덕 CITY TRAVELER                  | 가방                     |                        |
| 2016 ~ 2017 | 삼천리자전거 주식회사                 | 아팔란치아 XRS 블랙 / 라이더가이드 3000   | 자전거                   | 지우 (2017)            |
| 2017        | 엔구코리아                            | 엔구(Engoo)                               | 온라인 영어교육 브랜드   |                        |
| 2017 ~ 2019 | 신성통상(주)                          | 탑텐(TOPTEN10)                            | SPA 의류                 | 심소영                 |
| 2018        | 나이키                                | Korea National Team Collection            | 유니폼                   | 이기광, 슬기           |
| 2018        | 비알코리아                            | 배스킨라빈스 이달의 맛 - 야쿠르트 샤베트  | 아이스크림 프랜차이즈    | 오혜원                 |
| 2018        | 그린피스                              | 북극보호 캠페인 광고                      | 환경                     |                        |
| 2018 ~ 2019 | 캐딜락                                | 2018 캐딜락 CT6 / 2019 REBORN CT6         | 자동차                   |                        |
| 2018 ~ 2021 | 다슈(DASHU) 코리아                    | 다슈(DASHU)                               | 헤어제품                 |                        |
| 2019        | 주식회사 이에르로르코리아(HYERES LOR) | 16Kt골드 페르펙토                         | 주얼리                   |                        |
| 2019        | 창유                                  | 신령의 숲                                 | 모바일 게임              |                        |
| 2019        | SK에너지 주식회사                     | SK오일로패스                              | 정유                     |                        |
| 2019        | 강원도                                | '인제군 알리기'                           | 공익광고                 |                        |
| 2019        | 주식회사 코어교육그룹                 | 코어소리영어                              | 온라인 영어교육          |                        |
| 2019        | (주)나자인                            | 만다리나덕 On the road                    | 의류                     |                        |
| 2019        | 현대카드 주식회사                     | 'The Red by HyundaiCard' The Red Edition4 | 카드                     |                        |
| 2019 ~ 2021 | 라이카 카메라                         | 라이카 Q2                                 | 카메라                   |                        |
| 2019 ~ 2022 | 로레알                                | 비오템옴므(Biotherm Homme)                | 남성화장품               |                        |
| 2019 ~ 2022 | 코오롱인더스트리 FnC                  | 코오롱스포츠(KOLON SPORT)                 | 아웃도어                 | 공효진 (2020~2022)     |
| 2020 ~ 현재 | 랄프 로렌 코퍼레이션                  | 폴로 랄프 로렌(POLO Ralph Lauren)         | 의류                     |                        |
| 2021        | 삼성전자                              | '류준열의 Neo LIFE' Neo QLED 8K           | TV                       |                        |
| 2021        | 대한민국정부                          | (2050 탄소중립) '탄소 다이어터'           | 환경 공익광고            |                        |
| 2021        | (주)피알앤디컴퍼니                    | 헤이딜러                                  | 온라인 중고차 매매플랫폼 |                        |
| 2021        | 아에르 AER                            | 아에르 클린프로                           | 차량용 에어컨 필터       |                        |
| 2021 ~ 2023 | 윈저글로벌(주)                        | W by Windsor(윈저)                        | 주류                     |                        |
| 2022        | 메르세데스-벤츠                       | '앰비션 2039 캠페인'                      | 환경                     |                        |
| 2022 ~ 2024 | (주)에이션패션                        | 폴햄(POLHAM)                              | 캐주얼 의류              | 김태리                 |
| 2023 ~ 2024 | 케이투코리아(주)                      | 노르디스크(NORDISK)                       | 아웃도어                 | 김유정, 최우식         |
| 2023 ~ 현재 | 나이키                                | Runners Helping Runners                   | 러닝                     |                        |
| 2023 ~ 현재 | 그린피스                              | '나는 북극곰입니다' 캠페인                | 환경                     |                        |

## 수상 및 후보
| 연도 | 시상식                          | 부문                             | 작품                      | 결과 |
| ---- | ------------------------------- | -------------------------------- | ------------------------- | ---- |
| 2015 | KAFA FILMS 2015                 | 입신양명상                       | 소셜포비아                | 수상 |
| 2016 | 제11회 맥스무비 최고의 영화상   | 최고의 남자신인배우상            | 소셜포비아                | 수상 |
| 2016 | 제11회 맥스무비 최고의 영화상   | 라이징 스타상                    | 소셜포비아                | 수상 |
| 2016 | 제21회 춘사영화상               | 신인남우상                       | 소셜포비아                | 후보 |
| 2016 | 제3회 들꽃영화상                | 신인배우상                       | 소셜포비아                | 후보 |
| 2016 | 2016 대한민국 퍼스트브랜드 대상 | 인물부문 특별상                  | 응답하라 1988             | 수상 |
| 2016 | 제10회 한국 케이블TV 방송대상   | 연기부문 라이징스타              | 응답하라 1988             | 수상 |
| 2016 | 제52회 백상예술대상             | TV부문 남자 신인연기상           | 응답하라 1988             | 수상 |
| 2016 | tvN10 Awards                    | 드라마 남자부문 Made in tvN      | 응답하라 1988             | 후보 |
| 2016 | tvN10 Awards                    | 대세배우상                       | 응답하라 1988             | 수상 |
| 2016 | 2016 아시아 아티스트 어워즈     | 드라마 부문 신인상               | 응답하라 1988, 운빨로맨스 | 수상 |
| 2016 | 셀럽스픽 패셔니스타 어워즈      | TV패션부문                       | 빈칸                      | 수상 |
| 2016 | 2016 MBC 연기대상               | 남자 신인상                      | 운빨로맨스                | 수상 |
| 2016 | 2016 MBC 연기대상               | 미니시리즈부문 남자 최우수연기상 | 운빨로맨스                | 후보 |
| 2017 | 2017 자살예방의 날 기념식       | 보건복지부장관 표창              | 빈칸                      | 수상 |
| 2017 | 제53회 백상예술대상             | 영화부문 남자 신인연기상         | 더 킹                     | 수상 |
| 2017 | 제26회 부일영화상               | 남우조연상                       | 더 킹                     | 후보 |
| 2017 | 제1회 더 서울어워즈             | 영화부문 남우신인상              | 더 킹                     | 수상 |
| 2017 | 2017 아시아 아티스트 어워즈     | 배우부문 베스트 스타상           | 택시운전사                | 수상 |
| 2017 | 제38회 청룡영화상               | 신인남우상                       | 택시운전사                | 후보 |
| 2018 | 제23회 춘사영화제               | 남우조연상                       | 택시운전사                | 후보 |
| 2018 | 제27회 부일영화상               | 남자 인기스타상                  | 독전                      | 후보 |
| 2018 | 제2회 더 서울어워즈             | 영화부문 남자 인기상             | 리틀 포레스트, 독전       | 후보 |
| 2018 | 2018 아시아 아티스트 어워즈     | 배우부문 올해의 아티스트         | 리틀 포레스트, 독전       | 수상 |
| 2018 | 2018 아시아 아티스트 어워즈     | 배우부문 베스트 파퓰러           | 리틀 포레스트, 독전       | 수상 |
| 2018 | 제18회 대한민국청소년영화제     | 신인배우 남자부문 인기영화인상   | 리틀 포레스트, 독전       | 수상 |
| 2019 | 제24회 춘사영화제               | 남우조연상                       | 독전                      | 후보 |
| 2019 | 제39회 황금촬영상               | 촬영감독이 선정한 인기상         | 독전                      | 수상 |
| 2019 | 제18회 뉴욕아시안필름페스티벌   | 떠오르는 아시아스타상            | 돈                        | 수상 |
| 2019 | 제4회 런던동아시아영화제        | 라이징 스타상                    | 돈                        | 수상 |
| 2019 | 제19회 대한민국청소년영화제     | 남자배우부문 인기영화인상        | 봉오동 전투, 돈           | 수상 |
| 2019 | 제10회 대한민국 대중문화예술상  | 문화체육관광부장관 표창          | 빈칸                      | 수상 |
| 2019 | 제4회 동아닷컴‘s PICK           | 영화부문 스크린 대세RYU          | 빈칸                      | 수상 |
| 2023 | 제21회 디렉터스 컷 시상식       | 올해의 남자배우상                | 올빼미                    | 후보 |
| 2023 | 제59회 백상예술대상             | 영화부문 남자 최우수연기상       | 올빼미                    | 수상 |
| 2023 | 제43회 한국영화평론가협회상     | 남우주연상                       | 올빼미                    | 수상 |
| 2023 | 제32회 부일영화상               | 남우주연상                       | 올빼미                    | 후보 |
| 2023 | 제43회 황금촬영상               | 남우주연상                       | 올빼미                    | 수상 |
| 2023 | 제59회 대종상                   | 남우주연상                       | 올빼미                    | 후보 |
| 2023 | 제44회 청룡영화상               | 남우주연상                       | 올빼미                    | 후보 |
| 2023 | 제28회 춘사국제영화제           | 남우주연상                       | 올빼미                    | 수상 |
| 2024 | 문화재청                        | 감사패                           | 빈칸                      | 수상 |
| 2024 | 제3회 청룡시리즈어워즈          | 남우주연상                       | The 8 Show                | 후보 |
| 2024 | 제9회 아시아 아티스트 어워즈    | 배우부문 베스트 아티스트상       | 외계+인 2부               | 수상 |